# Acrapex ochracea
Acrapex ochracea là một loài bướm đêm trong họ Noctuidae.